# Helena Torres Marques
Helena de Melo Torres Marques (ur. 8 maja 1941 w Lizbonie) – portugalska ekonomistka i polityk, parlamentarzystka krajowa, posłanka do Parlamentu Europejskiego (od 1994 do 2004).

## Życiorys
Ukończyła w 1965 studia ekonomiczne. Pracowała jako urzędnika w administracji publicznej w dziale turystyki i spraw regionalnych. Była także nauczycielem akademickim. Zaangażowała się w działalność Partii Socjalistycznej, w 1983 weszła w skład jej komitetu krajowego, a w 1991 w skład biura politycznego.
Pełniła funkcje asystentki sekretarza stanu ds. turystyki (1974), ministra edukacji (1975), ministra handlu zagranicznego i turystyki (1976) oraz ministra bez teki (1977). W latach 1983–1985 zajmowała stanowisko sekretarza stanu ds. samorządowych. Od 1991 do 1995 była deputowaną do Zgromadzenia Republiki VI kadencji, wcześniej pełniła funkcję zastępcy poselskiego. W wyborach w 1994 i w 1999 uzyskiwała mandat posłanki do Parlamentu Europejskiego IV i V kadencji. Należała do grupy socjalistycznej, pracowała m.in. w Komisji ds. Praw Kobiet (od 1997 do 1999 jako wiceprzewodnicząca) oraz w Komisji Gospodarczej i Walutowej. W PE zasiadała do 2004.